# Margarita de Montferrato

Escudo de la Casa de Aleramici, que poseyó el marquesado de Montferrato.

Margarita de Montferrato (1264-1286) Noble piamontesa, hija de Guillermo VII de Montferrato, marqués de Montferrato, y de Isabel de Clare. 

## Biografía
Se desconoce su fecha exacta de nacimiento, probablemente el año 1264. Fue hija de Guillermo VII de Montferrato, marqués de Montferrato, y de Isabel de Clare. Era nieta por parte paterna de Bonifacio II de Montferrato, marqués de Montferrato, y de Margarita de Saboya, hija de Amadeo IV de Saboya. Por parte materna era nieta de Richard de Clare, conde de Gloucester y Hereford, y de su esposa, Maud de Lacy, hija de John de Lacy, conde de Lincoln.
Su padre, el marqués Guillermo VII de Montferrato, la desposó en 1281 con el infante Juan de Castilla el de Tarifa, hijo de Alfonso X el Sabio, rey de Castilla y León. El 17 de febrero de 1281 Margarita de Montferrato contrajo matrimonio en la ciudad de Burgos con el infante Juan, al mismo tiempo que el infante Pedro, hermano del infante Juan, se desposaba con Margarita de Narbona.
Margarita de Montferrato falleció en 1286. Al año siguiente, en 1287, su viudo, el infante Juan, contrajo matrimonio con María Díaz de Haro, señora de Vizcaya, e hija de Lope Díaz III de Haro.

## Matrimonio y descendencia
Fruto de su matrimonio con el infante Juan de Castilla nació un solo hijo:
- Alfonso de Valencia (m. 1316). Fue señor de Valencia de Campos y Mansilla, mayordomo mayor del rey Alfonso XI de Castilla y pertiguero mayor de Santiago.[3] Contrajo matrimonio por primera vez con Teresa Núñez de Lara, hija de Juan Núñez I de Lara, y posteriormente volvió a casarse hacia 1314 con Juana Fernández de Castro, hija de Fernando Rodríguez de Castro, señor de Lemos y Sarria, y nieta de Sancho IV de Castilla.[3] Fue sepultado en la catedral de León.[4][5]